# Andrioplecta
Andrioplecta es un género de polillas tortrícidas, categorizado en la tribu Grapholitini, de la subfamilia Olethreutinae. Fue descrito por Obraztsov en 1968.

## Especies
- Andrioplecta dierli Komai, 1992
- Andrioplecta leucodora (Meyrick, 1928)
- Andrioplecta oxystaura (Meyrick, in Caradja & Meyrick, 1935)
- Andrioplecta phuluangensis Komai, 1992
- Andrioplecta pulverula (Meyrick, 1912)
- Andrioplecta rescissa (Meyrick, 1921)
- Andrioplecta shoreae Komai, 1992
- Andrioplecta suboxystaura Komai, 1992
- Andrioplecta subpulverula (Obraztsov, 1968)